# ساوساليتو (كاليفورنيا)
ساوساليتو (بالإنجليزية: Sausalito)‏ هي إحدى مدن مقاطعة مارين، كاليفورنيا. تم إعطاءها لقب مدينة في 4 سبتمبر، 1893.

## التركيبة السكانية
حدّد مكتب تعداد الولايات المتحدة بيانات التركيبة السكانية لساوساليتو في تعداد الولايات المتحدة. في ما يلي، التركيبة السكانية حسب تعدادي 2000 و2010.

### تعداد عام 2000
بلغ عدد سكان ساوساليتو 7,330 نسمة بحسب تعداد عام 2000، وبلغ عدد الأسر 4,254 أسرة وعدد العائلات 1,663 عائلة مقيمة في المدينة. في حين سجلت الكثافة السكانية 1,253 نسمة لكل كيلومتر مربع (3,245.3/ميل2). وبلغ عدد الوحدات السكنية 4,511 وحدة بمتوسط كثافة قدره 771.1 لكل كيلومتر مربع (1,997.1/ميل2).
وتوزع التركيب العرقي للمدينة بنسبة 91.65% من البيض و0.65% من الأمريكيين الأفارقة و0.29% من الأمريكيين الأصليين و4.17% من الأمريكيين ذوي الأصول الآسيوية و0.25% من سكان جزر المحيط الهادئ و0.71% من الأعراق الأخرى و2.28% من عرقين مختلطين أو أكثر و3.33% من الهسبانيون أو اللاتينيون من أي عرق.
بلغ عدد الأسر 4,254 أسرة كانت نسبة 9.2% منها لديها أطفال تحت سن الثامنة عشر تعيش معهم، وبلغت نسبة الأزواج القاطنين مع بعضهم البعض 33.9% من أصل المجموع الكلي للأسر، ونسبة 3.5% من الأسر كان لديها معيلات من الإناث دون وجود شريك، بينما كانت نسبة 1.8% من الأسر لديها معيلون من الذكور دون وجود شريكة وكانت نسبة 60.9% من غير العائلات. تألفت نسبة 45.7% من أصل جميع الأسر من عدة أفراد يعيشون في نفس المنزل ونسبة 7.8% كانت تتألف من شخص يعيش بمفرده يبلغ من العمر 65 عاماً أو أكثر. وبلغ متوسط حجم الأسرة المعيشية 1.72، أما متوسط حجم العائلات فبلغ 2.34.
بلغ العمر الوسطي للسكان 45.4 عاماً. وكانت نسبة 7.4% من القاطنين تحت سن الثامنة عشر، وكانت نسبة 2.4% بين الثامنة عشر والرابعة والعشرين عاماً، ونسبة 39.4% كانت واقعةً في الفئة العمرية ما بين الخامسة والعشرين والرابعة والأربعين عاماً، ونسبة 38.5% كانت ما بين الخامسة والأربعين والرابعة والستين، ونسبة 12.2% كانت ضمن فئة الخامسة والستين عاماً فما فوق. يوجد لكل 100 أنثى 93.2 ذكر، ويوجد لكل 100 أنثى في الثامنة عشر من عمرها فما فوق 93.5 ذكر.
بلغ متوسط دخل الأسرة في المدينة 87,469 دولارًا، أما متوسط دخل العائلة فبلغ 123,467 دولارًا. وكان متوسط دخل الذكور 90,680 دولارًا مقابل 56,576 دولارًا للإناث. وسجل دخل الفرد الخاص بالمدينة 81,040 دولارًا. وكانت نسبة 2% من العائلات ونسبة 5.1% من السكان تحت خط الفقر، وكان من هؤلاء نسبة 7.5% تحت سن الثامنة عشر ونسبة 5.5% في الخامسة والستين من العمر وما فوق.

### تعداد عام 2010
بلغ عدد سكان ساوساليتو 7,061 نسمة بحسب تعداد عام 2010، وبلغ عدد الأسر 4,112 أسرة وعدد العائلات 1,653 عائلة مقيمة في المدينة. في حين سجلت الكثافة السكانية 1,207 نسمة لكل كيلومتر مربع (3,126.1/ميل2). وبلغ عدد الوحدات السكنية 4,536 وحدة بمتوسط كثافة قدره 775.4 لكل كيلومتر مربع (2,008.3/ميل2).
وتوزع التركيب العرقي للمدينة بنسبة 90.64% من البيض و0.92% من الأمريكيين الأفارقة و0.23% من الأمريكيين الأصليين و4.84% من الأمريكيين ذوي الأصول الآسيوية و0.14% من سكان جزر المحيط الهادئ و0.75% من الأعراق الأخرى و2.48% من عرقين مختلطين أو أكثر و4.06% من الهسبانيون أو اللاتينيون من أي عرق.
بلغ عدد الأسر 4,112 أسرة كانت نسبة 10.2% منها لديها أطفال تحت سن الثامنة عشر تعيش معهم، وبلغت نسبة الأزواج القاطنين مع بعضهم البعض 35.1% من أصل المجموع الكلي للأسر، ونسبة 3.6% من الأسر كان لديها معيلات من الإناث دون وجود شريك، بينما كانت نسبة 1.6% من الأسر لديها معيلون من الذكور دون وجود شريكة وكانت نسبة 59.8% من غير العائلات. تألفت نسبة 46.9% من أصل جميع الأسر من عدة أفراد يعيشون في نفس المنزل ونسبة 12.7% كانت تتألف من شخص يعيش بمفرده يبلغ من العمر 65 عاماً أو أكثر. وبلغ متوسط حجم الأسرة المعيشية 1.71، أما متوسط حجم العائلات فبلغ 2.39.
بلغ العمر الوسطي للسكان 51.1 عاماً. وكانت نسبة 8.7% من القاطنين تحت سن الثامنة عشر، وكانت نسبة 2.3% بين الثامنة عشر والرابعة والعشرين عاماً، ونسبة 27.8% كانت واقعةً في الفئة العمرية ما بين الخامسة والعشرين والرابعة والأربعين عاماً، ونسبة 40.1% كانت ما بين الخامسة والأربعين والرابعة والستين، ونسبة 21.2% كانت ضمن فئة الخامسة والستين عاماً فما فوق. وتوزع التركيب الجنسي للسكان بنسبة 47.4% ذكور و52.6% إناث.

## المناخ
يظهر الجدول التالي التغييرات المناخية على مدار السنة لساوساليتو:
| البيانات المناخية لـساوساليتو     | البيانات المناخية لـساوساليتو | البيانات المناخية لـساوساليتو | البيانات المناخية لـساوساليتو | البيانات المناخية لـساوساليتو | البيانات المناخية لـساوساليتو | البيانات المناخية لـساوساليتو | البيانات المناخية لـساوساليتو | البيانات المناخية لـساوساليتو | البيانات المناخية لـساوساليتو | البيانات المناخية لـساوساليتو | البيانات المناخية لـساوساليتو | البيانات المناخية لـساوساليتو | البيانات المناخية لـساوساليتو |
| الشهر                             | يناير                         | فبراير                        | مارس                          | أبريل                         | مايو                          | يونيو                         | يوليو                         | أغسطس                         | سبتمبر                        | أكتوبر                        | نوفمبر                        | ديسمبر                        | المعدل السنوي                 |
| --------------------------------- | ----------------------------- | ----------------------------- | ----------------------------- | ----------------------------- | ----------------------------- | ----------------------------- | ----------------------------- | ----------------------------- | ----------------------------- | ----------------------------- | ----------------------------- | ----------------------------- | ----------------------------- |
| متوسط درجة الحرارة الكبرى °ف (°م) | 57 (14)                       | 60 (16)                       | 62 (17)                       | 63 (17)                       | 64 (18)                       | 67 (19)                       | 67 (19)                       | 68 (20)                       | 70 (21)                       | 69 (21)                       | 63 (17)                       | 57 (14)                       | 64 (18)                       |
| متوسط درجة الحرارة الصغرى °ف (°م) | 46 (8)                        | 48 (9)                        | 49 (9)                        | 49 (9)                        | 51 (11)                       | 53 (12)                       | 54 (12)                       | 55 (13)                       | 55 (13)                       | 54 (12)                       | 50 (10)                       | 46 (8)                        | 51 (11)                       |
| الهطول إنش (مم)                   | 4.50 (114)                    | 3.61 (92)                     | 3.26 (83)                     | 1.46 (37)                     | .70 (18)                      | .16 (4.1)                     | 0 (0)                         | .06 (1.5)                     | .21 (5.3)                     | 1.12 (28)                     | 3.16 (80)                     | 4.56 (116)                    | 22.80 (579)                   |
| المصدر: Weather Channel           |                               |                               |                               |                               |                               |                               |                               |                               |                               |                               |                               |                               |                               |

## توأمة
لساوساليتو (كاليفورنيا) اتفاقيات توأمة مع كل من:
- كاشكايش
- فينيا ديل مار
- Pucusana District [الإنجليزية]‏

## أعلام
- فرانك أوبنهايمر
- ستيرلينغ هايدن
- دان لونغ
- إي. تشارلتون فروتشن
- جي آر هيلدبراند